# Gaby Konrad
Gabriele „Gaby“ Konrad (* in Graz) ist eine österreichische Journalistin und Fernsehmoderatorin.

## Ausbildung und Karriere
Gaby Konrad wuchs in der Steiermark als Tochter eines Österreichers und einer US-Amerikanerin auf.
Sie absolvierte das Akademische Gymnasium in Graz, an dem sie 1996 die Reifeprüfung ablegte. Anschließend studierte sie Germanistik und Philosophie in Wien, Barcelona und Paris. Nach Abschluss des Studiums verbrachte sie einige Auslandsjahre am Goethe-Institut in Madrid und war als Deutschlektorin an der Universität von Antananarivo in Madagaskar tätig.
Erste journalistische Erfahrungen sammelte Konrad durch Praktika etwa bei Arte Info in Straßburg, bei der Kleinen Zeitung (Graz) sowie beim Kurier (Wien). Ab 2006 war sie beim ORF als Redakteurin und Reporterin in der Zeit im Bild (ZIB) tätig, zuerst im Ressort Chronik, wo sie vorwiegend als Reporterin Reportagen für die ZIB 2 gestaltete. Später wechselte sie in das Ressort Innenpolitik, im Vorfeld der Europawahl 2014 gestaltete sie die Reportageserie EU konkret für die Zeit im Bild. Weiters betreute sie den Hypo-Untersuchungsausschuss. Seit 2015 moderiert sie als Teil eines Teams die politische Diskussionssendung Pressestunde, ab 2016 moderierte sie abwechselnd mit Rosa Lyon die Tages-Ausgaben der Zeit im Bild Sendungen. Seit 2019 wird sie im Wechsel mit Stefan Gehrer als Anchor-Paar für die Sendungen Aktuell nach eins und Aktuell nach fünf (vormals: Mittag in Österreich und Aktuell in Österreich) eingesetzt. Während der Corona-Krise moderierten sie Sonderausgaben dieser „Aktuell“-Sendungen. Im Herbst 2020 berichtete Gaby Konrad aus den Vereinigten Staaten über den US-Wahlkampf. Seit März 2022 berichtet sie als Reporterin vom ÖVP Untersuchungsausschuss für alle Zeit im Bild Sendungen. An der FH für Journalismus unterrichtet sie Politik und Medien.

## Privates
Konrad ist mit dem Journalisten, Herausgeber der Zeitschrift biber und Medienmanager des fjum Simon Kravagna verheiratet, sie leben mit ihren Kindern in Wien.

## Auszeichnungen
- 2023: Robert-Hochner-Preis[7]